# ديفيد إل. مكدونالد
ديفيد إل. مكدونالد (بالإنجليزية: David L. McDonald)‏ هو ضابط أمريكي، ولد في 12 سبتمبر 1906 في مايسفيل في الولايات المتحدة، وتوفي في 16 ديسمبر 1997 في جاكسونفيل بيتش في الولايات المتحدة.

## روابط خارجية
- ديفيد إل. مكدونالد على موقع مونزينجر (الألمانية)